# Осиновецкий редут
Осиновецкий редут, Крепость Осиновая Роща, XVIII век — земляная крепость (штерншанец — укрепление в форме пятиугольный звезды), характерный образец земляных фортификаций конца XVIII века, построенная с южной стороны от развилки дорог на Юкки и Кексгольм (Приозерск). Находится в историческом районе Осиновая Роща на севере Санкт-Петербурга. Имела каменные въездные ворота и егерские казармы.

## Название
На карте Ф. Шуберта 1840 года название читается как Крѣпость Осинова (или Осипова) Роща. Г. И. Зуев и Н. А. Синдаловский считали, что местность называлась Осиной рощей, и превратилась в Осиновую в результате ошибки переписчика, поскольку осины не являются здесь типичными. Однако на самом деле топоним Хабаканка (искажённое Хапакангас) в Воздвиженском Коробосельском погосте упоминается в 1500 году в «Переписной окладной книге Водской пятины», затем картографическое упоминание — селение Hapakonagas (фин. устар. Haapakangas — Осиновая роща, бор, сухое возвышенное место) — отмечено в 1630-х годах на карте Нотебургского лена П. Васандера. В современной литературе употребляется название Осиновецкий редут.

## Датировка

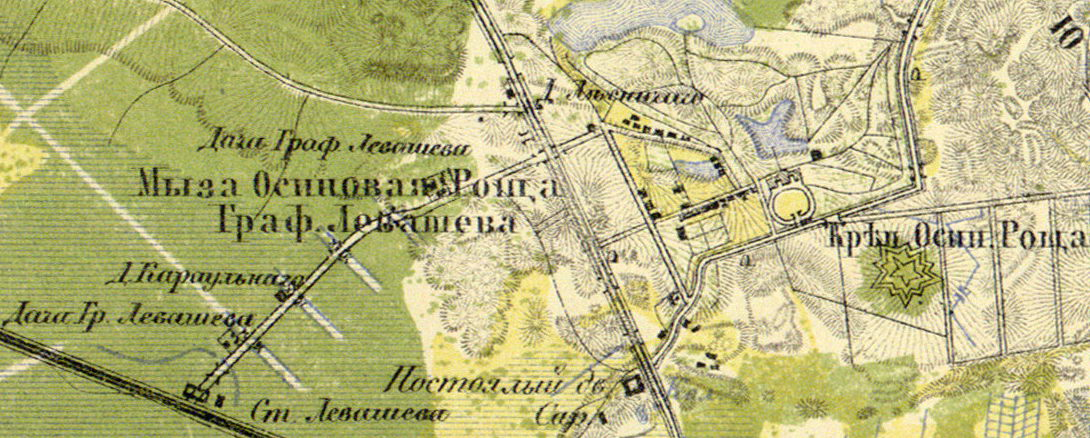
План мызы Осиновая Роща. 1860 г.

К.В. Назаренко и В.И. Смирнов ставят крепость в ряд других полевых укреплений на Карельском перешейке, строившихся в 1740-х годах и составлявших укрепленную линию для защиты дорог от проникновения шведских отрядов. Впрочем, авторы указывают, что никаких документов о строительстве редута не обнаружено.
П. Е. Сорокин по типологическим признакам соотнес крепость с Улицким шанцем в устье реки Бурной на Карельском перешейке, который Сорокин относит к началу 1790-х годов, периоду деятельности А. В. Суворова в Финляндии.
Общепринятой является версия о постройке крепости по приказу Екатерины II в 1789 году, отраженная в информационной доске у памятника.  Осиновая Роща являлась любимой мызой императрицы, которую она предпочитала даже Царскому Селу или Гатчине. В 1777 году Екатерина дарит мызу Г. А. Потёмкину, после смерти которого в 1791 имение переходит в казну.
Возможно, что какие-то укрепления существовали на этом месте, перестраиваясь, в течение всего XVIII века, по крайней мере Г.И. Зуев сообщает о боях со шведами у Осиновой Рощи (деревня Хабаканка) в 1706 году, а К.В. Назаренко и В.И. Смирнов указывают, что памятуя о шведских рейдах начального периода Северной войны, русские власти довольно долго поддерживали боеспособность укреплений, так Улицкий шанец числился в реестрах военного министерства вплоть до начала XIX в.

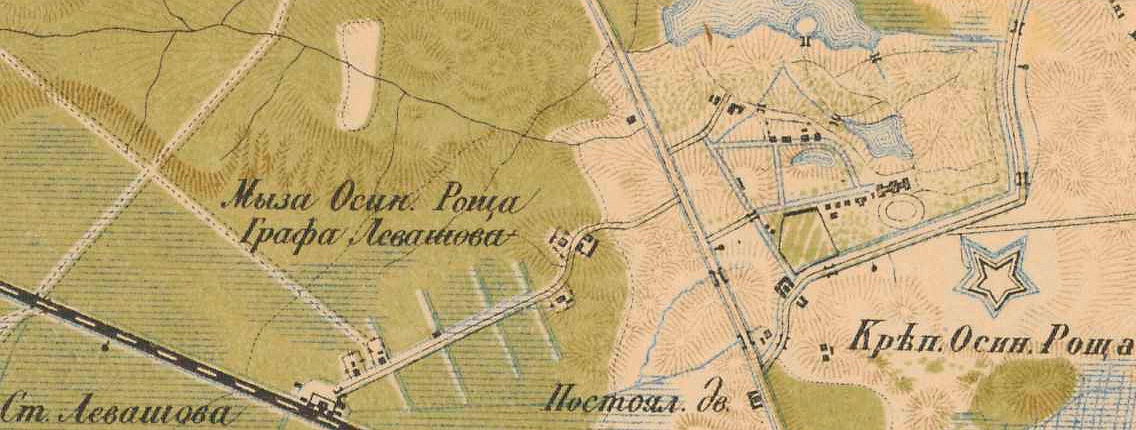
План мызы Осиновая Роща. 1885 г.

## Описание

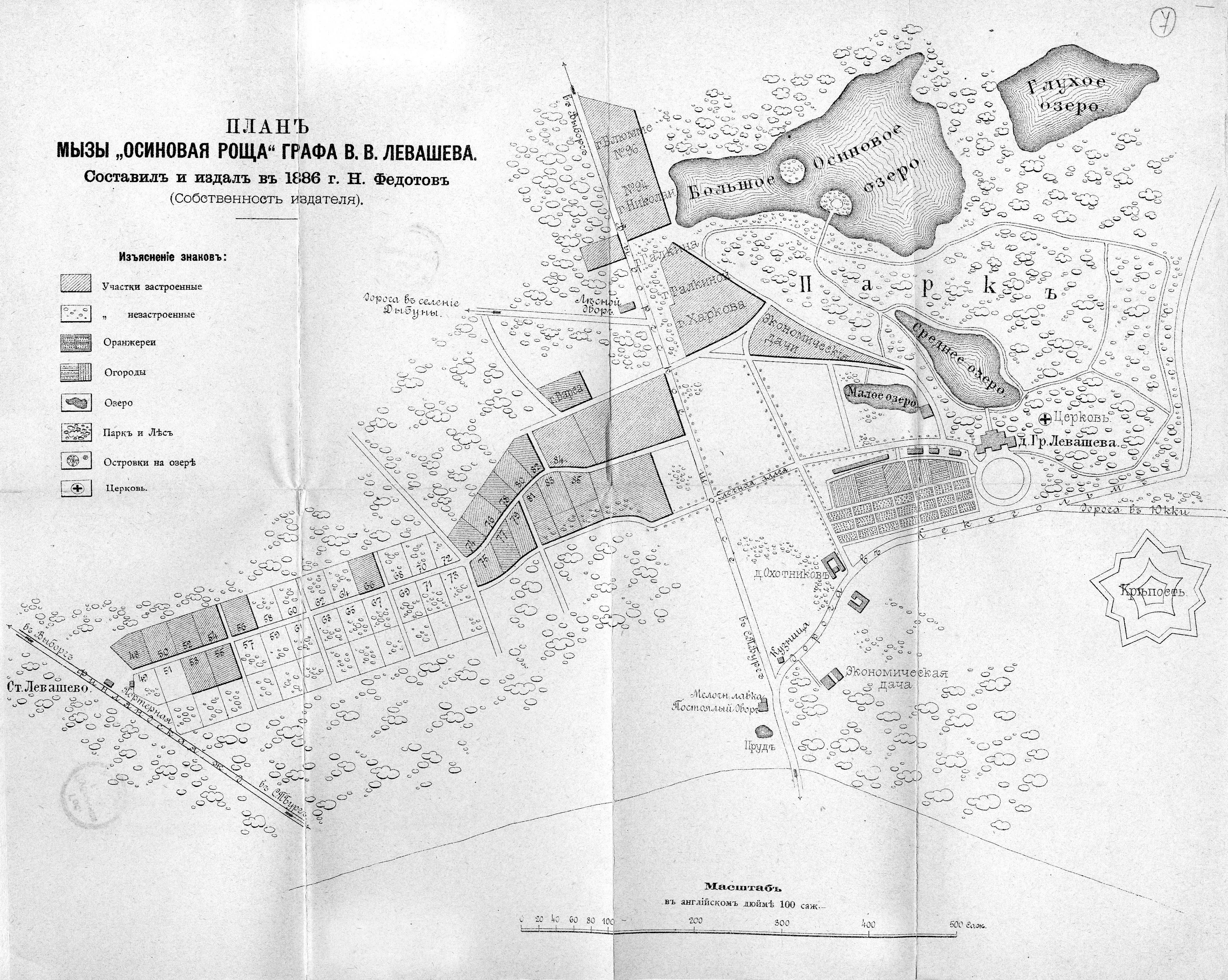
План 1886 года

В газете Вечерний Петербург в статье, посвященной истории крепости, приведена фотография крепости Горёкаку, взятой с сервиса Google Earth. На самом деле пятиугольный штерншанц был окружен обширным ложементом в форме десятиконечной звезды с лучами чередующихся размеров и рвом, который на некоторых картах показан заполненным водой. В настоящее время ров является сухим. Ложемент был уничтожен после Великой Отечественной войны, в частности по нему прошла современная Голицынская улица. На современной топосъемке изогипса 54 метра по-видимому в чём-то повторяет форму ложемента с юго-запада от редута. Территорию памятника долгое время занимал военный городок № 1.
В 1997 году были проведены предварительные обмеры П. Е. Сорокиным, валы имеют протяженность по периметру около 650 м и высоту 6,5 м.
В 2010-е годы на пустынных территориях вокруг редута развернулось жилищное строительство, и на 2020 год его со всех сторон окружают дома. Началось обустройство территории: вокруг редута пролегло кольцо лужаек и вымощенных плиткой дорожек с деревянными скамейками, сам же он пока остаётся нетронутым.